# 達維迪夫卡 (貝雷濟夫卡市鎮)
50°16′57″N 28°30′16″E / 50.28250°N 28.50444°E
達維迪夫卡（羅馬化：Davydivka）是烏克蘭中部的城鎮，隸屬日托米爾州日托米爾區貝雷濟夫卡市鎮，面積0.51平方公里，海拔高度211米，2001年人口271，人口密度每平方公里534.52人。